# Антифундаментализм
Антифундаментализм, также антидуализм — это любая философия, которая отвергает фундаменталистский подход. Антифундаменталист — это тот, кто не верит, что существует какое-то фундаментальное убеждение или принцип, который является базовой основой исследования и знания.

## Антиэссенциализм
Антифундаменталисты используют логические, исторические или генеалогические атаки на основополагающие концепции (такие как Ницше и Фуко), часто в сочетании с альтернативными методами обоснования и направления интеллектуального исследования, такими как прагматическое подчинение знания практическим действиям. Фуко отверг поиск возврата к истокам как платонический эссенциализм, предпочитая подчёркивать случайный характер человеческих практик.
Антифундаменталисты выступают против метафизических методов. Моральных и этических антифундаменталистов часто критикуют за моральный релятивизм, но антифундаменталисты часто оспаривают это обвинение, предлагая альтернативные методы морального мышления, которые, как они утверждают, не требуют оснований. Таким образом, в то время как Чарльз Тейлор обвинил Фуко в том, что у него «нет порядка человеческой жизни, или того, какие мы есть, или человеческой природы, к которым можно апеллировать, чтобы судить или оценивать разные способы жизни», Фуко, тем не менее, настаивает на необходимости продолжения этических исследований без какой-либо универсальной системы, к которой можно апеллировать.
Никлас Луман использовал кибернетику, чтобы оспорить роль основополагающих единств и канонических определённостей.

## Обобщение и легитимация
Антифундаменталисты выступают против тоталитарных представлений о социальной, научной или исторической реальности, считая их лишёнными легитимации и предпочитая вместо этого локальные нарративы. Нет социальной целостности, но есть множество локальных и конкретных практик; «не история, но в лучшем случае истории». В таком неопрагматизме нет общей истины, а есть лишь непрерывный процесс совершенствования и более плодотворных методов назидания. Даже наши самые само собой разумеющиеся категории для социального анализа — гендер, пол, раса и класс — рассматриваются такими антиэссенциалистами, как Марджори Гарбер, как социальные конструкты.

## Надежда и страх
Стэнли Фиш проводит различие между тем, что он называет «надеждой на антифундационистскую теорию» и «страхом перед антифундационистской теорией», находя их, однако, одинаково иллюзорными.
Страх перед разрушительным воздействием антифундационализма был широко распространен в конце двадцатого века, предвосхищая такие вещи, как культурный крах и моральная анархия, или (по крайней мере) потерю необходимой критической дистанции, позволяющей использовать рычаги воздействия на статус-кво. Для Фиш, однако, угроза потери объективных стандартов рационального исследования с исчезновением любого основополагающего принципа была ложным страхом: далекий от того, чтобы открывать путь к необузданной субъективности, антифундационализм оставляет индивида прочно укоренившимся в рамках общепринятого контекста и стандартов исследования / спора дисциплины / профессии / габитуса, в которые он / она безвозвратно помещён.
Однако по той же причине антифундационалистская надежда избежать локальных ситуаций через осознание случайности всех таких ситуаций — через признание конвенциональной / риторической природы всех претензий на главенствующие принципы — эта надежда в равной степени предопределена самой природой ситуационного сознания, всеобъемлющим социальным и интеллектуальным контекстом, в котором каждый индивид заключён по отдельности.
Фиш также отметил, как, в противовес надеждам на эмансипационный исход от антифундационализма, антиэссенциалистские теории, утверждающие отсутствие трансконтекстуальной точки отсчёта, были поставлены консервативным и неоконсервативным, а также прогрессивным целям. Так, например, Джон Сёрл предложил объяснение конструирования социальной реальности, полностью совместимое с позицией принятия: «человек, который чувствует себя как дома в своём обществе, человек, которому хорошо в социальных институтах общества… так же комфортно, как рыбе в море».

## Критика
Антифундаменталистов критиковали за нападки на все общие утверждения, кроме их собственных; за то, что они предлагали локализующую риторику, которая на практике противоречит их собственному глобализирующему стилю.
Эдвард Саид осудил радикальный антифундаменталистов за чрезмерный культурный релятивизм и чрезмерную зависимость от лингвистического поворота в ущерб человеческим реалиям.